# Companhia Docas de São Sebastião
A Companhia Docas de São Sebastião é uma sociedade de economia mista estadual que atua como a Autoridade Portuária responsável pela gestão dos porto público de São Sebastião, no estado de São Paulo. 

## Histórico
O governo federal brasileiro já tinha planos para construir um segundo porto no estado de São Paulo desde meados dos anos 1920. Na época, o jornalista Assis Chateaubriand usou seu recém-comprado jornal Diario da Noite para atacar a proposta, embora tal investida tenha sido considerada por opositores como mero "agradecimento" a Guilherme Guinle, dono da Companhia Docas de Santos, que havia lhe emprestado dinheiro para financiar a compra do periódico.
A União celebrou um contrato de concessão com o governo do estado de São Paulo, em 26 de outubro de 1934, autorizando a construção e a exploração comercial do porto de São Sebastião pelo prazo de 60 anos, prorrogado até junho de 2007. No entanto, as obras, só começaram em 26 de abril de 1936, sob responsabilidade da Companhia Nacional de Construção Civil e Hidráulica. O período de obras, fixado inicialmente em três anos, foi prorrogado para 25 de abril de 1943, pelo Decreto nº 8.231, de 17 de novembro de 1941. 
A inauguração oficial do porto ocorreu em 20 de janeiro de 1955, com a sua exploração sendo exercida pelo órgão estadual - Administração do Porto de São Sebastião, que foi criado em 18 de setembro de 1952 e reestruturado em 04 de julho de 1978.
O convênio de Delegação entre a União e o Estado de São Paulo para o exercício da função de Autoridade Portuária do Porto de São Sebastião, em vigor desde 1/06/2007, com duração de 25 anos, foi formalizado em estrita observância às normas estabelecidas na Lei 8.630/93 com acompanhamento técnico e profissional de todas às etapas prévias de sua modelagem, adaptado às peculiaridades do porto e de suas interfaces diante dos potenciais negócios ligados ao comércio internacional. 
A Companhia Docas de São Sebastião foi criada pelo decreto estadual 52.102 de 29/08/07 autorizado pelo Decreto-Lei n° 63, de 15 de maio de 1969, administrando a delegação do Porto de São Sebastião, em nome do Governo do Estado de São Paulo.